# Woldemar de Lowendal
Pour les articles homonymes, voir Lowendal.
Ulrich Frédéric Woldemar comte de Lowendal (1700-1755) est un général qui servit dans les armées de nombreux pays européens avant de passer au service de la France où il fut nommé maréchal.

## Biographie
Né le 1er avril 1700 à Hambourg, Ulrich Frédéric Woldemar de Lowendal est le fils du baron Valdemar Ulrich von Löwendal (1660-1740), capitaine de la garde bleue de Hollande, major-général de la cavalerie impériale, commandant des troupes du Danemark dans la guerre contre les Suédois en 1711, grand-maître de la cour de Pologne, chevalier de l’Éléphant et de l'Aigle blanc, prince légitimé du Danemark, et de sa première épouse, Dorothée von Brockdorff (1672-1706). Son grand-père était un bâtard légitimé du roi Frédéric III de Danemark.
Élevé à la cour de Pologne, il y côtoie le futur maréchal de Saxe. À seize ans il monte sur les vaisseaux danois dans les guerres qui les opposent à la Suède. Rentré en Saxe, il devient cadet dans le régiment de Janus où il étudie l’art de la guerre.
Il fait partie de l’expédition du prince Eugène[Laquelle ?],] où il commande une compagnie. Il prend part en 1716 à la bataille de Petrovaradin, victoire de l’Empire sur les Turcs, et y rencontre des généraux français. Il continue de servir l’Autriche en combattant en Sicile puis entre en 1722 au service de l’électeur de Saxe, avec le grade de brigadier-général et épouse Théodorine-Eugénie de Schmettau. Il part combattre dans une expédition autrichienne en Corse en 1731 pour pacifier cette île génoise. Il revient ensuite dans l'armée saxonne au service de l'électeur Auguste III qui dispute le trône électif de Pologne-Lituanie à Stanislas Leszcinsky lors de la guerre de Succession de Pologne. En 1733, il signe le traité de pacification qui reconnait Auguste III comme seul roi. Il reçoit les titres de Feldmarschall de l'armée saxonne et gouverneur de Cracovie. En 1734 et 1735, il fait campagne sur le Rhin contre les Français, alliés de Stanislas, sous le commandement du prince Eugène et est décoré de l’ordre de Saint-Hubert. Rentré de cette expédition, en 1736, il enlève et épouse une noble polonaise, Barbe-Elisabeth Szembek.
Il passe ensuite au service de la Russie avec le grade de lieutenant-général et prend part en 1737 et 1738 à la campagne du maréchal Münnich contre les Turcs : il participe à la prise d’Otchakiv où il commande l’artillerie. Le roi Auguste III de Pologne lui accorde, le 28 février 1741, par lettres patentes, le titre de comte du Saint-Empire ainsi qu’à tous ses descendants. En 1739 il participe à la campagne de Moldavie et en 1742 à celle de Suède. Il est ensuite nommé gouverneur d’Estonie.

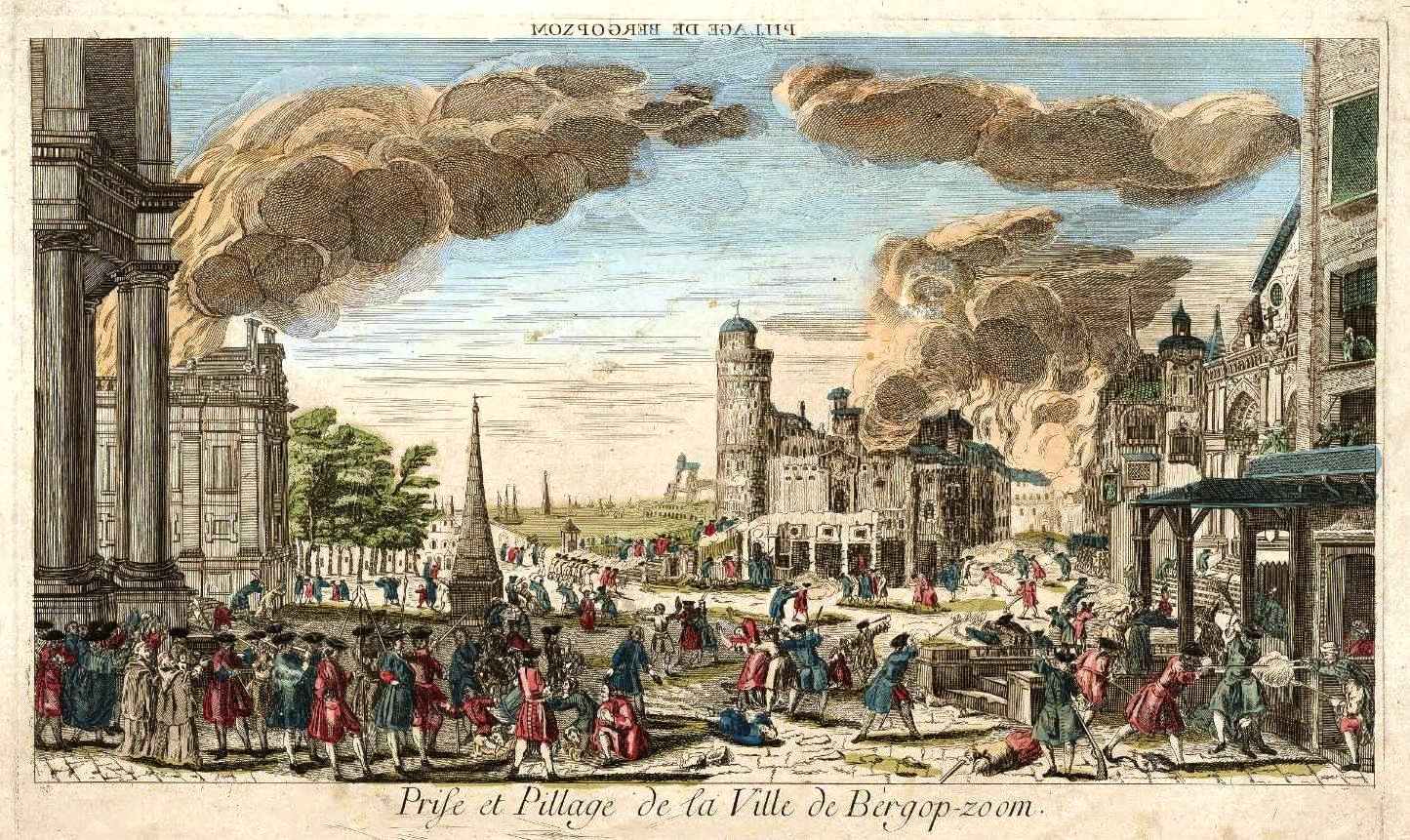
La prise de Bergen-op-Zoom en 1747 est un fait d'armes majeur de Lowendal.

En 1744, il passe au service de la France lors de la guerre de Succession d'Autriche en tant que lieutenant-général. Il crée le régiment de Lowendal, composé d'Allemands. Il prend alors part l’année même à la campagne contre l’Autriche sous le maréchal de Saxe, où il est au siège de Fribourg et de Tournay, commande la garnison des Trois-Évêchés, et la réserve lors de la bataille de Fontenoy où il s’illustre et est remarqué pour la grande discipline de ses troupes. Il prend les villes de Gand, d’Audenarde, d’Ostende et de Nieuport. Pour ces victoires, il reçoit l’ordre du Saint-Esprit. En 1745, il obtient le commandement de Bruxelles, garde avec une très forte division l’importante position des Cinq Étoiles, protège l’arrière-garde de l’armée jusqu’au camp de Thine, s’empare de Huy, de Namur et ses châteaux et participa à la bataille de Rocoux. Il prit ensuite la ville très fortifiée d’Écluse, et reçut le gouvernement d’Anvers qu’il fortifie car s'attendant à être assiégé. On lui confie ensuite le siège de Bergen-op-Zoom, place qui commande l’accès à la Hollande et qui est constamment approvisionnée par des navires alliés. Après trois mois de siège il entreprend un assaut inattendu qui emporte la place en une journée. Il reçoit ainsi le bâton de maréchal pour cette action d’éclat puis assiège Maastricht avec le maréchal de Saxe.
Le traité d'Aix-la-Chapelle (1748) lui permet de jouir d’un repos bien mérité, mais une gangrène se déclare à une engelure du pied dont il meurt le 27 mai 1755, au palais du Luxembourg. Il est inhumé dans l'église Saint-Sulpice. Il est membre honoraire de l'Académie des sciences.

## Famille et descendance
Il épousa en premières noces Mlle de Leingen, sans enfants.
Il épousa en secondes noces, le 23 janvier 1722, Théodorine-Eugénie Schmettau (6 décembre 1705 - 5 octobre 1768 à Dresde), dont 4 enfants :
1. Woldemar-Henri von Lowendal (juin 1723 à Dresde - 18 mars 1724 à Dresde) ;
2. Frédéric-Woldemar von Lowendal (7 août 1724 à Dresde - 22 février 1740) ;
3. Bénédicte Antoinette Eugénie von Lowendal (15 décembre 1725 à Dresde - 22 novembre 1753 à Dresde). Elle épousa le 25 mai 1747 à Dresde Jean-Rodolphe baron von Kiesewetter (septembre 1721 - 10 juillet 1751 à Dresde) ;
4. Dorothée-Frédérique von Lowendal (juin 1727 à Dresde - 15 juillet 1750 à Dresde).

Il divorça en 1736 et épousa en troisièmes noces, le 13 novembre 1736 à Saint-Pétersbourg, Barbe-Elisabeth Szembeck (1709 à Cracovie - 18 mai 1762 à Versailles), dont 4 enfants :
1. Elisabeth Marie Constance Bénédicte Sophie de Lowendal (8 février 1740 à Reval, Estonie - 18 octobre 1785 à Paris). Elle épousa le 21 mars 1759 Lancelot Turpin, comte de Crissé et de Sanzay (5 août 1716 à Saint-Germain-le-Gaillard - 9 août 1793 à Vienne), lieutenant-général ;
2. Bénédicte Sophie Antoinette de Lowendal (janvier 1741 à Reval, Estonie - 1778). Elle épousa le 29 septembre 1757 Alexandre, comte Ossolinski ;
3. François Xavier Joseph de Lowendal (28 décembre 1742 à Varsovie - 20 septembre 1808 à la Haye), brigadier. Il épousa le 3 février 1772 Charlotte Marguerite Élisabeth de Bourbon-Condé (1er août 1754 à Paris - 12 septembre 1839) ;
4. Marie-Louise de Löwendal (16 avril 1746 à Paris - 14 octobre 1834 à Versailles). Elle épousa le 2 février 1766 à Paris Louis-Antoine, comte de Brancas (15 août 1735 à Paris - mars 1821), colonel.

## Sculpture
- Buste du Maréchal de Lowendal sculpté par Jean-Baptiste Lemoyne (1704-1778) au Musée Cognacq-Jay